# Stonewall Jackson
För countrymusikern, se Stonewall Jackson (musiker).
Thomas Jonathan "Stonewall" Jackson, född 21 januari 1824 i Clarksburg, Virginia (i nuvarande West Virginia), död 10 maj 1863 i Guinea Station, Virginia, var general i sydstatsarmén.

## Ungdom
Stonewall Jacksons far, Jonathan Jackson, var advokat i Clarksburg. Denne och hans äldsta dotter dog när Jackson var två år gammal, senare samma år föddes en postum dotter. Efter faderns död kämpade Jacksons mor Julia förgäves för att ensam försörja familjen. Jackson blev därför tillsammans med sin syster Laura fosterbarn hos sin farbror Cummins E. Jackson i Jackson's Mill. Modern som hann gifta om sig dog när Jackson var sju år gammal.

## West Point
Jackson blev 1842 antagen som kadett vid krigsskolan West Point, efter att ha blivit nominerad av den lokale kongressmannen. Han hade en sämre utbildning och kom från en fattigare bakgrund än de flesta av sina kadettkamrater och hade från början svårt att ta till sig undervisningen. Men genom flit och hårt arbete förbättrade han sina studieresultat och när han utexaminerades 1846 placerades han som nummer 17 av 59 kadetter. Jacksons placering på examenslistan gjorde att han tilldelades artilleriet.

## Mexikanska kriget

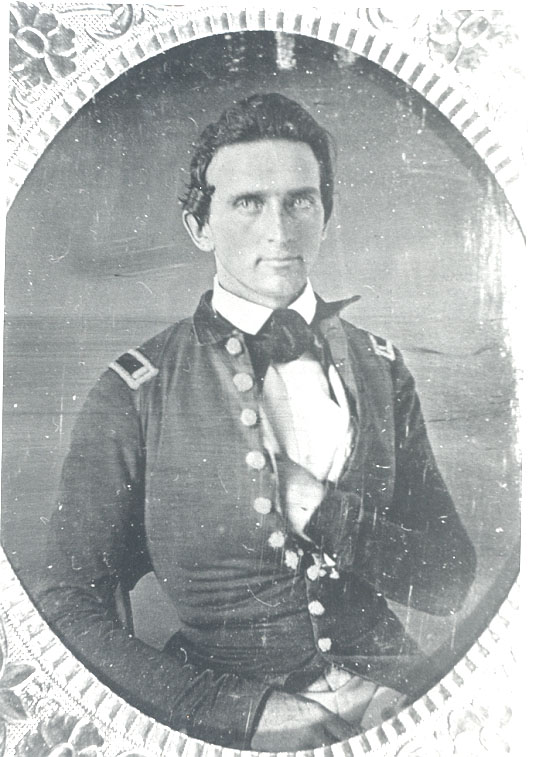
Stonewall Jackson som löjtnant 1847.

Jackson deltog i Mexikansk-amerikanska kriget som artilleriofficer under Winfield Scotts fälttåg från Veracruz till Mexico City. Han utnämndes till major "i armén" för tapperhet och förtjänster vid slaget vid Chapultepec 1847. Efter kriget kommenderades han till tjänstgöring i Florida. Där gjorde hans halsstarriga personlighet att han kom i konflikt med sin närmaste chef om uppförande och ledarskap. Det handlade egentligen om bagateller, men slitningarna medverkade till att Jackson begärde avsked ur armén.

## Virginia Military Institute
Jackson fick 1851 anställning som lektor i naturhistoria och experimentell filosofi samt lärare i artilleri vid Virginia Military Institute, i Lexington, Virginia. Han var en dålig lärare som inte kunde förmedla de kunskaper han hade, utan förlitade sig på utantillinlärning. Detta och hans strikta formalitet, reserverade läggning, tystlåtenhet och humorlöshet gjorde att han blev impopulär bland kadetterna, där många kom från Virginias ledande familjer. Man spelade honom spratt och han fick öknamnet Tom Fool. Vid avrättningen av John Brown 1859 var två kompanier och en artilleriavdelning från kadettkåren vid Virginia Military Institute kommenderade som militär handräckning. Artilleriet stod under Jacksons befäl och när John Brown stod med snaran om halsen, bad han en tyst bön för Browns själ.

## Sydstatsgeneral

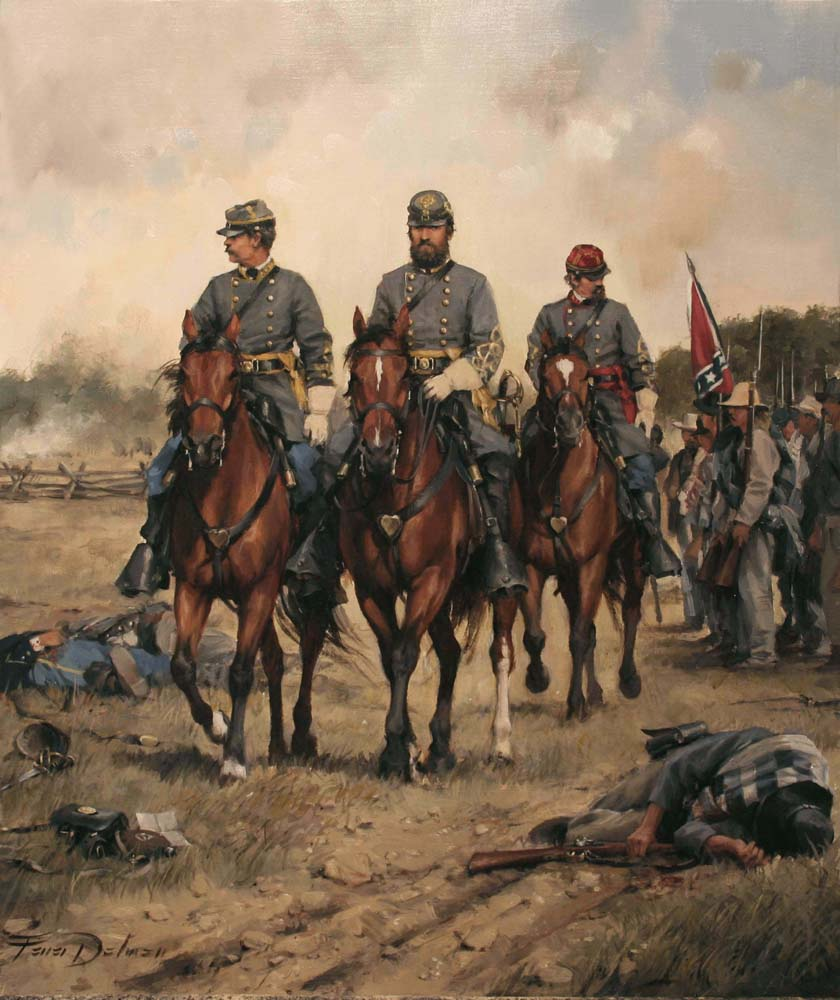
Stonewall Jackson (i mitten). Historiemålning av Augusto Ferrer-Dalmau.

Vid inbördeskrigets utbrott ledde Jackson kadettkåren vid Virginia Military Institute till Richmond, Virginia där kadetterna skulle fungera som rekrytinstruktörer. Själv blev Jackson utnämnd till överste och militärbefälhavare i Harpers Ferry. Där organiserade han Stonewallbrigaden och blev snart befordrad till brigadgeneral. Jackson och brigaden utmärkte sig vid första slaget vid Bull Run 1861, där han fick sitt tillnamn Stonewall (stenmuren) för att han hållit ställningarna i ett pressat läge. Befordrad till generalmajor ledde han under vintern 1861 och våren 1862 försvaret av Shenandoah Valley. Som divisions- och kårchef (generallöjtnant 1862) deltog Jackson i halvökampanjen, andra slaget vid Bull Run, slaget vid Antietam och slaget vid Fredericksburg. Jackson dog efter slaget vid Chancellorsville 1863 sedan han blivit sårad av sina egna trupper under en spaningsritt. Jacksons ledning av operationerna i Shenandoahdalen anses tillhöra krigshistoriens mest briljanta företag. I skarp kontrast till detta står hans inkompetenta ledarskap under halvökampanjen. Vid andra slaget vid Bull Run och vid Antietam lyste Jackson åter som en självständig utövare av operationskonsten på kårnivå.

## Personlighet
Stonewall Jackson var en djupt religiös människa vars tro påverkade hans sätt att föra krig och de beslut som han fattade. Inbördeskriget var enligt Jackson Guds domslut för att pröva människans rättfärdighet. Kriget måste därför föras som ett religiöst korståg för att återvinna Guds nåd. Den kristna tron och sydstaternas seger blev för honom samma sak. Jackson var under hela sitt vuxna liv välkänd som ett original, en introvert personlighet med många excentriska drag. Som gammal artillerist led han av dålig hörsel och han kunde somna mitt under en måltid. Han var hypokondriker. Han trodde att hans ena arm var längre än den andra och höll därför den andra rakt upp i luften flera timmar i sträck för att, som han menade, utjämna blodcirkulationen i sin kropp. Han tuggade ständigt på citroner för att förbättra sin matsmältning. Jacksons originalitet har lett många att tolka hans excentriciteter i psykiatriska och psykologiska termer. En tolkning är att han led av tvångssyndrom. En annan är Aspergers syndrom.

## Familjeförhållanden och privatliv
Jackson var gift två gånger. 1853 gifte han sig med Ellie Junkin, dotter till rektorn för Washington College i Lexington George Junkin. Hon dog året därpå i havandeskapskomplikationer efter att ha fått ett dödfött barn. Tre år senare gifte Jackson om sig med Anna Morrison, dotter till rektorn för Davidson College, i Charlotte, North Carolina. Paret fick två döttrar, Mary som dog kort efter sin födelse 1858 och Julia som var född 1862. Jackson stod också mycket nära sin syster Laura, som delat hans liv som adoptivbarn i Jackson's Mill. Men kriget kom emellan och de gled isär, eftersom Laura var en aktiv unionist. Hemmet var den enda plats där Jackson var fullständigt avslappnad och informell. Det var i Lexington som Jackson till fullo levde enligt sina kristna ideal. Han var en aktiv medlem av Lexingtons presbyterianska församling och söndagsskollärare för slavbarn. Jackson var själv slavägare och ägde som mest sex slavar.